# Punnarat Klinsukon
Punnarat Klinsukon (Thai: นายปุณณรัตน์ กลิ่นสุคนธ์, * 12. Februar 1981 in Chonburi) ist ein ehemaliger thailändischer Fußballspieler.

## Karriere

### Verein
In seiner Jugend spielte Punnarat an der Watsuthiwaram Schule Fußball. 2003 wechselte er zum FC Bangkok University (heute Bangkok United). Seither absolvierte der Verteidiger bisher 122 Spiele für den Verein und erzielte dabei sechs Tore. 2006 wurde er mit der Mannschaft thailändischer Meister. 2007 konnte er mit dem Klub den dritten Platz beim Singapore Cup belegen. 2011 wechselte er nach Chanthaburi und schloss sich dem Zweitligisten Chanthaburi FC an. Nach 19 Ligaspielen wechselte er zum TTM Phichit FC. Hier bestritt er acht Ligaspiele. Über Police United, für den er zehn Ligaspiele bestritt, unterschrieb er am 1. Januar 2012 einen Vertrag beim Erstligisten TOT SC. Für den Hauptstadtverein bestritt er 25 Ligaspiele. Am 1. Januar 2014 beendete er seine Karriere als Fußballsprofi.

### Nationalmannschaft
2007 war Punnarat im erweiterten Kreis der Nationalmannschaft zur Fußball-Asienmeisterschaft. Wurde am Ende jedoch nicht berücksichtigt.

## Erfolge

### Verein
Bangkok United
- Thailändischer Meister: 2006

### Nationalmannschaft
- King’s Cup-Sieger: 2007

## Auszeichnungen
Thai Premier League
- Spieler des Jahres: 2006